# テキサス州立大学サンマルコス校

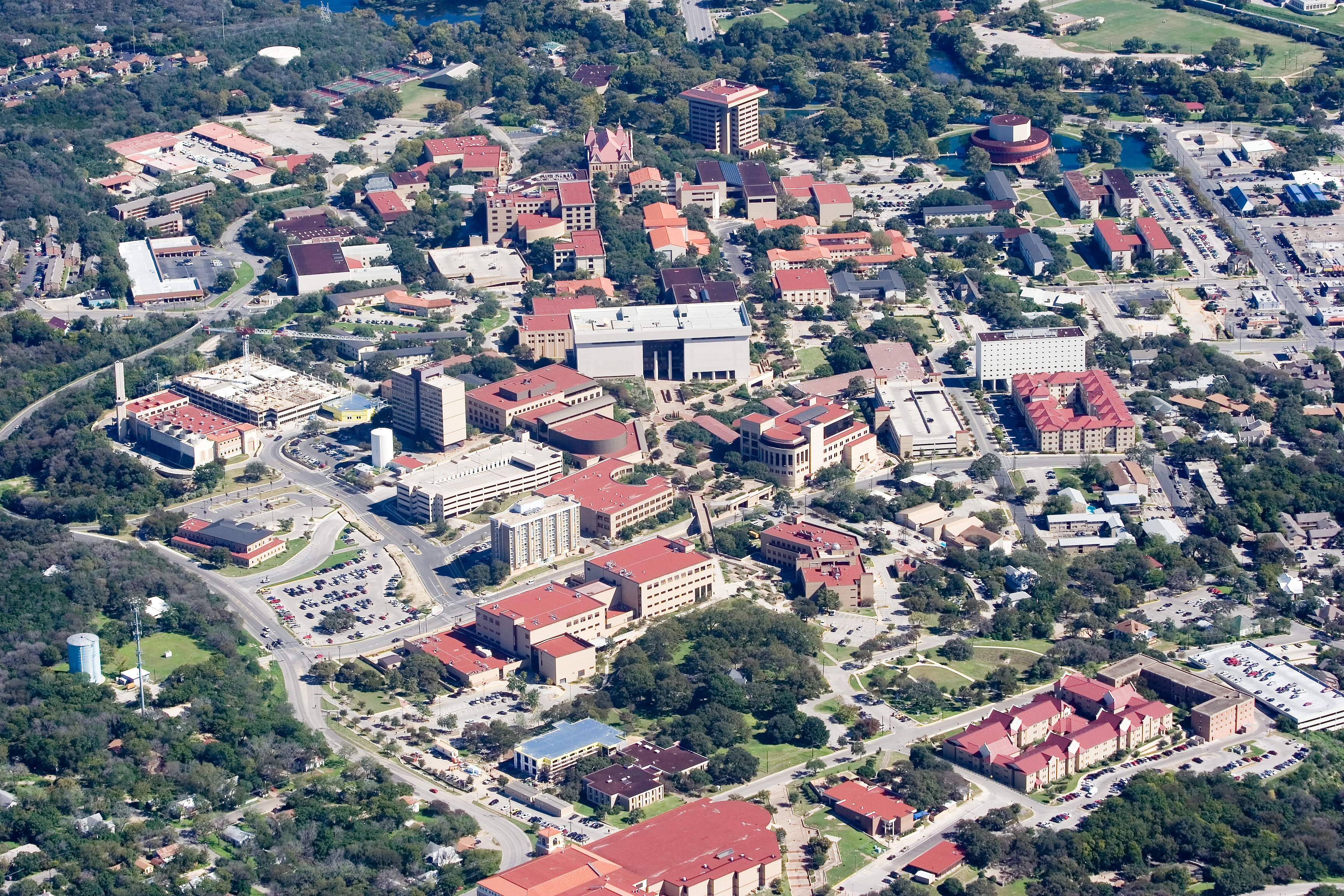
上空から

テキサス州立大学サンマルコス校（Texas State University-San Marcos）は、アメリカ合衆国テキサス州のサンマルコス市にある州立大学。サンマルコス市は州都オースティンの南西47キロメートルに位置している。8大学で構成されるテキサス州立大学システムに含まれる。

## キャンパス
キャンパスはダウンタウンの北に隣接している。面積は約200ヘクタール。ゴシック建築の「オールドメイン」は大学最古の建造物でありシンボルである。丘の上に位置しているため、サンマルコス市の大半の場所から見ることが出来る。近くにはサンマルコス川（en:San Marcos River）が流れ、暖かい日には学生が水泳などを楽しむ場になっている。
サンマルコス市の人口が約68,000人なのに対し、大学生の数は学部生・院生を合わせると約40,000人と非常に多い。そのため大学が休業中のサンマルコス市は閑散としている。

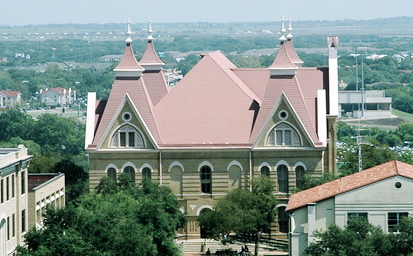
オールドメイン

## 歴史
1899年に創立。教育大学の流れをくむ大学である。2003年に南西テキサス州立大学（Southwest Texas State University）から現在のテキサス州立大学サンマルコス校に名称変更した。

## 著名な出身者
- イギー・スアレス - プロ野球選手 (第3回WBC予選コロンビア代表)
- リンドン・ジョンソン - 第37代副大統領、第36代大統領
- ポール・ゴールドシュミット - プロ野球選手(第4回WBC予選アメリカ代表)

## 日本との関係
現代言語学部があり外国語としての日本語が教えられている。その一環として、関西外国語大学・明治学院大学との交換留学プログラムが設けられている。
留学支援団体であるNCN米国大学機構と提携している。

## TSIE(語学学校)
大学付属の語学学校がありTSIE(Texas State Intesive English)と呼ばれている。本校への正規入学を目的としているが、語学留学のみの場合でも入学できる。文法、英作文、英会話、読解の4種類の授業があり、10人程度の少人数クラスで行われる。それぞれ5段階のレベルがあり、入学時に行われるテストでの結果によりクラス分けされる。
本校入学に必要となるTOEFLスコアはPBT-550点、CBT-213点、IBT-78点(Reading, Listening, Speakingで19点以上、Writingで18点以上)だが、一定の条件を満たすことにより一部の正規科目を履修することが可能である。またTSIEを卒業した場合、TOEFLスコアは免除となる。